# 虎跳峡金沙江大桥
虎跳峡金沙江大桥，工程名为“虎跳峡金沙江特大桥”，是中国云南省境内的一座跨越金沙江的悬索桥，连接迪庆藏族自治州香格里拉市和丽江市玉龙纳西族自治县，是西丽高速公路云南段的控制性工程，桥型为单塔单跨地锚式悬索桥，2016年7月15日开工建设，于2020年1月20日合龙，2021年2月1日建成通车。